# Deborah Conway
Deborah Ann Conway (Melbourne, 8 agosto 1958) è una cantautrice, chitarrista e attrice australiana.

## Biografia
Deborah Conway ha inizialmente ricevuto successo come membro dei Do-Ré-Mi, che si sono sciolti nel 1988. Tre anni più tardi è stato pubblicato il suo album di debutto, intitolato String of Pearls, che ha raggiunto la 20ª posizione della ARIA Albums Chart e che è stato certificato disco d'oro in Australia. È stato promosso dai singoli It's Only the Beginning, Under My Skin, Release Me e White Roses, che sono arrivati rispettivamente al 19º, 34º, 58º e 87º posto della ARIA Singles Chart. Agli ARIA Music Awards 1992 la cantante ha ricevuto quattro candidature, vincendo nella categoria Miglior artista femminile. Il secondo album solista, Bitch Epic, è uscito a novembre 1993, ha segnato il miglior piazzamento di Conway nella classifica australiana alla 18ª posizione ed ha trionfato agli ARIA Music Awards nella categoria Miglior copertina. Da esso sono stati estratti Alive and Brilliant e Today I Am a Daisy, 64º e 98º in madrepatria. Nel 1997 e nel 2000 ha pubblicato i dischi My Third Husband e Exquisite Stereo. Sempre nel 2000 è partita in tournée in Australia con Diana Anaid e Monique Brumby.

## Discografia

### Album
- 1991 – String of Pearls
- 1993 – Seven Deadly Sins (con Paul Kelly, Renée Geyer e Vika Bull)
- 1993 – Bitch Epic
- 1997 – My Third Husband
- 2000 – Exquisite Stereo
- 2001 – PC: The Songs of Patsy Cline
- 2004 – Summertown (con Willy Zygier)
- 2010 – Half Man Half Woman (con Willy Zygier)
- 2013 – Stories Of Ghosts (con Willy Zygier)
- 2016 – Everybody's Begging (con Willy Zygier)
- 2019 – The Words of Men (con Willy Zygier)

### Raccolte
- 2002 – Only the Bones - Deborah Conway's Greatest Hits

### EP
- 1994 – Epic Theatre

### Singoli
- 1990 – Feel Like Makin' Love
- 1991 – It's Only the Beginning
- 1991 – Under My Skin
- 1992 – Release Me
- 1992 – White Roses
- 1993 – He Can't Decide (con Paul Kelly, Renée Geyer e Vika Bull)
- 1993 – Alive and Brilliant
- 1994 – Today I Am a Daisy
- 1994 – Consider This / Now That We're Apart
- 1997 – Only the Bones (Will Show)
- 1998 – 2001 Ultrasound
- 1998 – It's a Girl Thing
- 1999 – Happy New Year
- 2000 – Radio Loves This
- 2000 – She's Coming for It
- 2001 – Exquisite Stereo
- 2004 – Accidents Happen in the Home
- 2015 – I Am Woman